# 乔治·乌伦贝克
乔治·尤金·乌伦贝克（荷蘭語：George Eugene Uhlenbeck，1900年12月6日—1988年10月31日），荷兰出生的美国理论物理学家。在1925年9月中旬，他和塞缪尔·古德斯米特合作，发现了电子的自旋。
1947年至1966年間，乔治·乌伦贝克數度獲得諾貝爾物理學獎提名。
中国近代女物理学家王承书是乌伦贝克的学生。